# 두성특장차
두성특장 은 대한민국의 트레일러 및 항공장비, 워킹카를 만드는 기업이다. 회사의 본사는 충청남도 아산시 인주면 아산호로 95에 위치하고 있다.

## 설명
두성특장은 한국특장차와 함께 대한민국에서 운행하는 트랙터에 연결될 트레일러를 전문적으로 만드는 기업이다. 두성특장에서 만드는 주요한 트레일러로는 벌크 트레일러, 탱크로리 트레일러, 곡물운송 트레일러, 평판 트레일러가 있다. 1993년에 최초로 설립되었으며 중소기업에 속하는 기업이다. 자동차, 철강을 주로 제작하는 기업의 유형을 가진다.

최근에는 공항 비행기 동체 수리 및 터널 작업 등 상부 고소작업시에 필요한 시저스리프트, 우드칩 및 폐기물을 자동 상,하역 해주는 워킹플랫폼인 무빙워킹플로어를 생산하기 시작하며 모빌리티 산업의 기틀을 닦고있다.

## 같이 보기

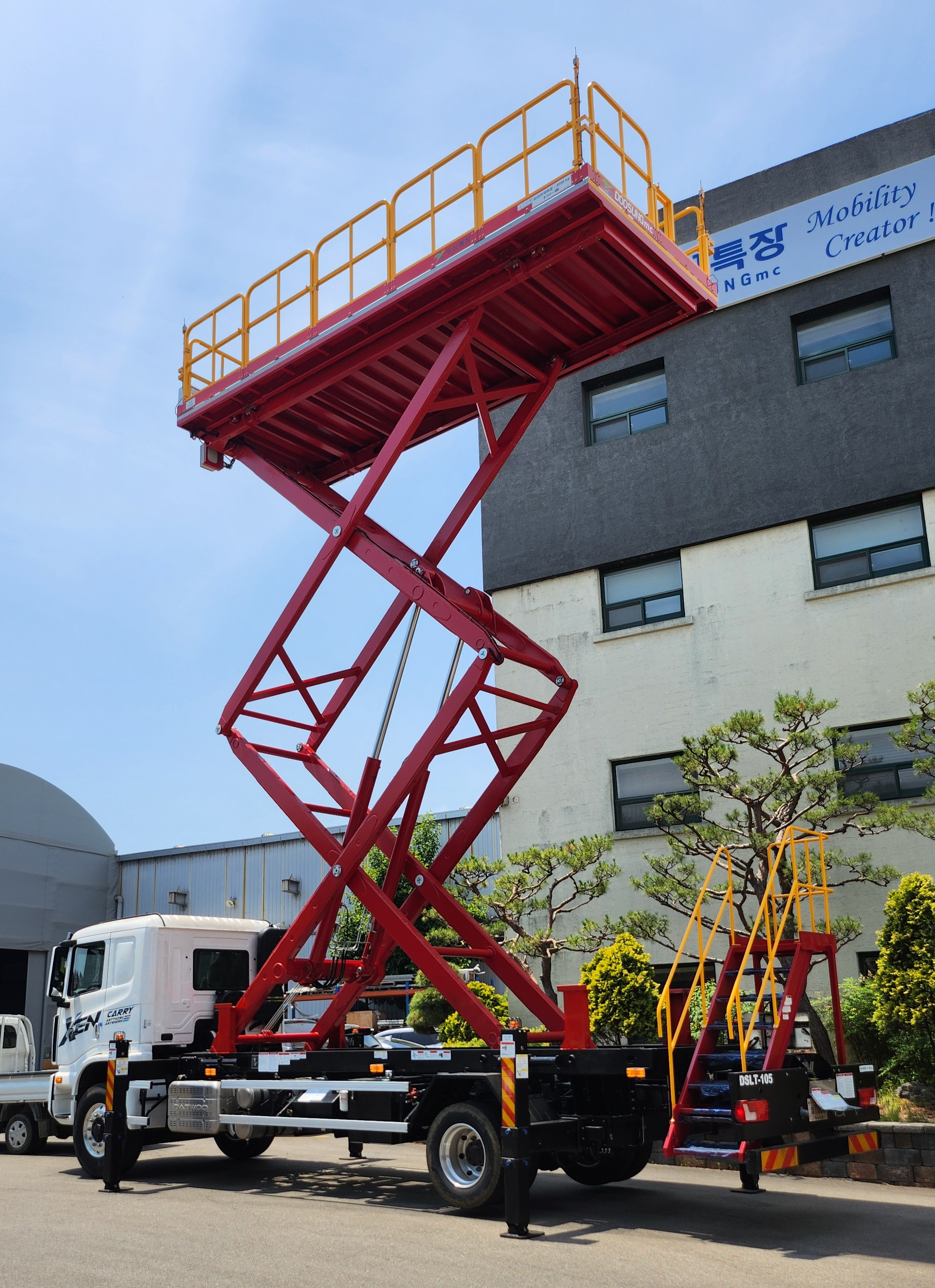
두성특장 DSLT-105 최대상승시 모습

- 특장차
- 트레일러
- 워킹카
- 시저스리프트
- 두성특장 DSLT-105 최대상승시 모습곡물운송트레일러

1. ↑  “두성특장”. 2025년 1월 9일에 확인함.